# جياكومو فيليبي
جياكومو فيليبي (بالإيطالية: Giacomo Filippi)‏ هو لاعب كرة قدم إيطالي في مركز الدفاع، ولد في 27 أكتوبر 1975 في بارتينيكو في إيطاليا. لعب مع نادي تارانتو 1927 ونادي ترنانا ونادي تريفيزو ونادي فوجيا ونادي مسينا.